# براین جونز
براین جونز (به انگلیسی: Brian Johns) (زادهٔ ۵ اوت ۱۹۸۲) شناگر اهل کانادا است.